# Monarkengraf en ringwalheuvel
Het Monarkengraf en ringwalheuvel is een archeologische site in de gemeente Leuven in de Belgische provincie Vlaams-Brabant. De graflocatie ligt vlak bij Vaalbeek in het Heverleebos. Door het zuidelijke deel van het bos loopt ongeveer oost-west de Nieuwendreef en vanuit het noorden komt de Pragenstraat. Tussen deze dreef en Vaalbeek ligt het graf, in de nabijheid waar de Pragenstraat de Nieuwendreef kruist.

## Opbouw
De archeologische site bestaat uit een grafheuvel (het Monarkengraf) en een daarnaast gelegen ringwalheuvel.
De ringwalheuvel bestaat uit een wal met een doorsnede van circa 36 meter en een heuvel daarbinnen van ongeveer 22 meter. Ze is kenmerkend voor de oudste fase van de vroege bronstijd, doorgaans geassocieerd met Hilversumkeramiek stammend uit de periode van ongeveer 1700-1100 voor Christus.

## Naamgeving
De naam van de grafheuvel verwijst naar het idee dat deze grote grafheuvel de begraafplaats moet zijn geweest van een monarch.